# Eleccions legislatives d'Israel de 1969
Les eleccions legislatives d'Israel de 1969 se celebraren el 28 d'octubre de 1969 per a renovar els 120 membres de la Kenésset. Convocada uns anys després de la Guerra dels Sis Dies, L'Alineació va aconseguir una gran victòria i Golda Meïr fou nomenada primer ministre d'Israel en un govern d'unitat nacional amb Gahal, Partit Nacional Religiós, Liberals Independents i les llistes satèl·lit àrabs.

## Resultats
|                                  |                                   |           |       |        |        |
| ← Eleccions a la Kenésset, 1969→ |                                   |           |       |        |        |
|                                  | Candidatura                       | Vots      | %     | Escons | Escons |
| 1969                             | Candidatura                       | Vots      | %     | Dif.   |        |
|                                  | L'Alineació                       | 632.135   | 46,2% | 56     | -7     |
|                                  | Gahal                             | 296.294   | 21,7% | 26     | =      |
|                                  | Partit Nacional Religiós          | 133.238   | 9,7%  | 12     | +1     |
|                                  | Agudat Israel                     | 44.002    | 3,2%  | 4      | =      |
|                                  | Liberals Independents             | 43.933    | 3,2%  | 4      | -1     |
|                                  | Llista Nacional                   | 42.654    | 3,1%  | 4      | Nou    |
|                                  | Partit Comunista Israelià (Rakah) | 38.287    | 2,8%  | 3      | =      |
|                                  | Progrés i Desenvolupament         | 28.046    | 2,1%  | 2      | =      |
|                                  | Poalé Agudat Israel               | 24.968    | 1,9%  | 2      | =      |
|                                  | Cooperació i Germandat            | 19.943    | 1,4%  | 2      | =      |
|                                  | Ha-Olam ha-Ze – Kóah Hadaix       | 16.853    | 1,2%  | 2      | +1     |
|                                  | Centre Lliure                     | 16.393    | 1,2%  | 2      | Nou    |
|                                  | Partit Comunista Israelià (Maki)  | 15.712    | 1,1%  | 1      | =      |
|                                  | Érets Israel                      | 7.591     | 0,6%  | 0      | -      |
|                                  | Total (participació 77,8%)        | 1.367.743 | 100%  | 120    | -      |

1. ↑   Es compara el resultat amb els escons que obtingueren per separat els partits L'Alineació, Rafi i Mapam.